# Barbara Barbara, We Face a Shining Future
Barbara Barbara, We Face a Shining Future är brittiska Underworlds nionde studioalbum, utgivet i mars 2016. Albumet nominerades till en Grammy Award för "Best Dance/Electronic Album".

## Låtlista
Alla låtar är skrivna och komponerade av Rick Smith och Karl Hyde. 
| 1.           | I Exhale        | 8:10  |
| 2.           | If Rah          | 7:12  |
| 3.           | Low Burn        | 6:44  |
| 4.           | Santiago Cuatro | 4:00  |
| 5.           | Motorhome       | 6:23  |
| 6.           | Ova Nova        | 5:31  |
| 7.           | Nylon Strung    | 6:48  |
| Total längd: | Total längd:    | 44:54 |

| 8.           | Twenty Three Blue | 6:44  |
| Total längd: | Total längd:      | 51:38 |